# جوناثان كارتر
جوناثان كارتر (16 نوفمبر 1987 في باربادوس - ) (بالإنجليزية: Jonathan Carter)‏ هو لاعب كريكت باربادوسي. شارك مع منتخب الهند الغربية للكريكت ومنتخب باربادوس الوطني للكريكت.

## وصلات خارجية
- جوناثان كارتر على موقع إي آس بي آن كريك إنفو (الإنجليزية)